# ケフェウス座ベータ型変光星
ケフェウス座β型変光星（ケフェウスざベータがたへんこうせい、Beta Cephei variable）は、恒星表面の脈動により明るさが変化する変光星である。おおよそ恒星が最も収縮した時に、最も明るくなる。ケフェウス座β型変光星の明るさの変化は、通常0.01から0.3等級で、周期は0.1日から0.6日である。これらの恒星は主系列星から巨星の間のいずれかに分類され、質量は約7から20太陽質量である。
ケフェウス座β型変光星の脈動は、κ機構(en:Kappa mechanism)により生じている。
この変光星のプロトタイプ星は、ケフェウス座β星であり、4.57時間の周期で+3.16から+3.27まで等級が変化する。
ケフェウス座δ星から名付けられたケフェイド変光星とは混同しやすいが別のものである。